# کلرید دی‌متیل‌دی‌اکتادسیل‌آمونیوم
کلرید دی‌متیل‌دی‌اکتادسیل‌آمونیوم (به انگلیسی: Dimethyldioctadecylammonium chloride) یک ترکیب شیمیایی با شناسه پاب‌کم ۷۸۷۹ است. 